# 拉俄达弥亚
拉俄达弥亚（英語：Laodamia）。古希腊神话女性人物之一。由于不同的属性而具有多种表达意义。包括特洛伊战争之拉俄达弥亚（宙斯与她结合，生下了吕西亚英雄萨尔珀冬）以及与之同名的七位相关人物。